# Cidaphus aeruginosus
Cidaphus aeruginosus är en stekelart som beskrevs av Dasch 1974. Cidaphus aeruginosus ingår i släktet Cidaphus och familjen brokparasitsteklar. Inga underarter finns listade i Catalogue of Life.